# Contessa Entellina rosato
Il Contessa Entellina rosato è un vino DOC la cui produzione è consentita nel comune di Contessa Entellina nella città metropolitana di Palermo.

## Vitigni con cui è consentito produrlo
- Calabrese e/o Syrah minimo 50.0%
- Altri vitigni a bacca rossa, raccomandati e/o autorizzati per la città metropolitana di Palermo, da soli o congiuntamente sino ad un massimo del 15%.

## Caratteristiche organolettiche
- colore: rosato talvolta con riflessi aranciati
- odore: fine, caratteristico, intenso
- sapore: asciutto, fragrante, vellutato

## Produzione
Provincia, stagione, volume in ettolitri
- nessun dato disponibile